# Međeđe Brdo
Međeđe Brdo (szerbül: Међеђе Брдо) kihalt szerb falu Bosznia-Hercegovinában, a Bosznia-hercegovinai Föderáció Una-Szanai kantonjában, Ključ községben. 

## Fekvése
Bosznia-Hercegovina nyugati részén, Bihácstól légvonalban 60, közúton 80 km-re délkeletre, Ključtól légvonalban 19, közúton 24 km-re északnyugatra, a Grmeč-hegység területén, a Szanica bal oldali mellékvize, a Sanička-patak völgyében fekszik. 

## Népessége
| Nemzetiségi csoport | Népesség 1991 | Népesség 2013 |
| ------------------- | ------------- | ------------- |
| Szerb               | 73            | 0             |
| Bosnyák             | 0             | 0             |
| Horvát              | 0             | 0             |
| Jugoszláv           | 0             | 0             |
| Egyéb               | 0             | 0             |
| Összesen            | 73            | 0             |

## Története
A település egy fontos hegyi átkelő közelében létesült, itt található ugyanis a Palanačko polje és a Sanicka dolina falvait összekötő, 672 méter magas Međeđe Brdo-hágó, mely az év legnagyobb részében járható. Grmeč-hegység itt meglehetősen meredeken ereszkedik le a mező felé, melynek tengerszint feletti magassága 500 és 600 méter között van, míg a folyók vízgyűjtői és a bennük található falvak 180-320 méteres magasságban helyezkednek el. A település 1878-ig tartozott az Oszmán Birodalomhoz, majd az Osztrák-Magyar Monarchia része lett. A monarchia szétesésével 1918-ben előbb a Szerb-Horvát-Szlovén Királyság, majd 1929-től a Jugoszláv Királyság része. 1941-ben megszállták az usztasa és német csapatok, akik a Grmeč-hegységben partizánellenes hadműveletet folytattak, melynek sok szerb lakos esett áldozatul. 1945-től a szocialista Jugoszlávia része lett. A boszniai háború során 1995-ben lakossága elmenekült a bosznia-hercegovinai hadsereg csapatai elől. Azóta a település lakatlan,

## Nevezetességei
Međeđe Brdo határában tartották 1772 óta a „Grmečka Korida” nevű hagyományos bikaviadalt, majd miután a szerb lakosságot 1995-ben elűzték a Grmeč-hegység vidékéről, a bikaviadalt az Oštra Luka melletti Popovića Brdoba helyezték át. Az elmúlt években a minimumfeltételek teljesítése után a bikaviadalt visszahelyezték oda, ahol 1772-ben elkezdték, Međeđe Brdora, majd az állítólagos aknamezők miatt a kanton rendőrsége újra megtiltotta a Korida megtartását.